# 斯特拉特福德 (德克薩斯州)
斯特拉特福德（英語：Stratford）是一個位於美國德克薩斯州謝爾曼縣的城市。根據2010年美國人口普查，該地共人口2017人，而該地的面積約為5.30平方千米。同時該地也是謝爾曼縣的縣治。

## 地理
斯特拉特福德的座標為36°20′10″N 102°04′17″W / 36.33611°N 102.07139°W，而該地的平均海拔高度為1125米（即3691英尺）。